# Western New York Flash
Western New York Flash ist ein Frauenfußballverein aus Elma, New York.  Es wurde 2008 gegründet und spielte 2011 in der WPS und von 2013 bis 2016 in der National Women’s Soccer League, der jeweils höchsten Liga im Frauenfußball in den USA. Der Hauptsitz des Vereins ist Elma, eine Vorstadt von Buffalo. Die Heimspiele wurden im circa 100 km entfernten Rochester Rhinos Stadium in Rochester, New York ausgetragen. Nach der Saison 2016 wurde die NWSL-Lizenz verkauft und ab dem Jahr 2017 spielt der Verein nicht mehr in den oberen US-Ligen.
Besitzer des Franchises war die Familie Sahlen aus Buffalo. Joe Sahlen war Besitzer der Mannschaft, seine Tochter Alexandra war die Präsidentin und zuvor aktive Spielerin des Teams.

## Geschichte

### Vor der NWSL
Der Verein wurde 2009 als Buffalo Flash gegründet und gehörte als Franchise der Familie Sahlen, die eine Fleischproduktionsfirma in Buffalo besitzt.
Den Verein leitete Joe Sahlen als Besitzer, seine Tochter Alexandra Sahlen agierte als Vereinspräsidentin. Alex Sahlen und der Schwiegersohn von Joe, der ehemalige neuseeländische Nationalspieler Aaran Lines war Trainer und General Manager des Vereins.
Der Verein spielte seine erste Saison 2009 in der USL W-League. Der Besitzer Joe Sahlen benannte den Verein 2011 in Western New York Flash um.
In der gleichen Saison 2011 gewann das Team, erstmals den WPS-Titel.
Aufgrund der Auflösung der Liga 2012 endete der Spielbetrieb dort. Für die Saison 2012 war man Teil der Women’s Premier Soccer League Elite, die sich nach einer Saison wieder auflöste. Das Franchise wechselt anschließend in die neuen National Women’s Soccer League.

### NWSL
Der Spielbetrieb wurde ab 2013 unter demselben Namen in der neuen National Women’s Soccer League fortgesetzt. Western New York konnte 2013 in der ersten Saison der NWSL die reguläre Saison als beste Mannschaft abschließen und somit den NWSL Shield gewinnen. In den Play-offs siegte das Team im Halbfinale über den Sky Blue FC, unterlag jedoch im Finale dem Portland Thorns FC. Die Saison 2014 verlief weit weniger erfolgreich: Nach 24 Partien beendeten die Flash die Spielzeit auf einem enttäuschenden siebten Tabellenplatz. Auch im Jahr 2015 verpasste Western New York die Play-offs der vier besten Teams der regulären Saison und belegte erneut den siebten Platz.
In der Saison 2016 belegte die Mannschaft nach der regulären Saison den vierten Platz und erreichte damit erstmals nach 2013 wieder die Play-offs. Das Halbfinale konnte das Team gegen den Vorjahressieger Portland Thorns FC mit 4:3 nach Verlängerung für sich entscheiden. Im Finale traf man auf Washington Spirit: mit einem 3:2 im Elfmeterschießen sicherte sich Western New York die Meisterschaft.
Trotz des sportlichen Erfolgs veräußerte Joe Sahlen das Spielrecht zum Jahreswechsel 2016/17 an Steve Malik, Besitzer des NASL-Teilnehmers North Carolina FC. Dieser übernahm neben dem eigentlichen Spielrecht auch den Spielerinnenkader, sowie einen Teil des Betreuerstabes, und tritt ab der Saison 2017 als North Carolina Courage in der NWSL an.

### Nach der NWSL
Unter dem Namen Western New York Flash Academy betreibt die Familie Sahlen weiterhin diverse Mannschaften im Nachwuchsbereich. 2017 und 2018 spielt eine Mannschaft unter dem Namen Western New York Flash in der United Women’s Soccer.

## Bekannte Spielerinnen
Bekannteste Spielerin des Klubs war die sechsfache FIFA-Weltfußballerin des Jahres Marta.

### Namhafte Spielerinnen des Vorgängervereines Buffalo Flash
- Verónica Boquete, spanische Nationalspielerin
- Kimberly Brandão, portugiesische Nationalspielerin
- Pamela Conti, italienische Nationalspielerin
- Gemma Davison, englische Nationalspielerin
- Donna Henry, jamaikanische Nationalspielerin
- Katie Holtham, englische Nationalspielerin
- Kelly Parker, kanadische Nationalspielerin
- Alexandra Sahlen, US-amerikanische Nationalspielerin
- Pamela Tajonar, mexikanische Nationalspielerin

## Stadion
- Rochester Rhinos Stadium; Rochester, New York (2013–2016)

Western New York Flash trug seine Heimspiele im Rochester Rhinos Stadium in Rochester, New York aus. Es hat eine Kapazität von 13.768 Zuschauern. Auch die Männermannschaft der Rochester Rhinos aus der drittklassigen USL Professional Division trägt ihre Heimspiele dort aus.

## Trainer
- 2013–2015: Aaran Lines
- 2016: Paul Riley

## Erfolge
- US-amerikanischer Meister 2016
- NWSL Shield 2013
- Sieger der WPSL Elite 2012
- Sieger der WPS 2011
- Sieger der USL W-League

## Saisonstatistik
| Jahr | Liga                  | Reguläre Saison           | Play-offs             | Zuschauerdurchschnitt 1 | Erfolgreichste Torschützin 1         |
| ---- | --------------------- | ------------------------- | --------------------- | ----------------------- | ------------------------------------ |
| 2009 | USL W-League          | 2., Great Lakes Division  | Conference Semifinale |                         |                                      |
| 2010 | USL W-League          | 1. Midwest Division       | Sieger                |                         |                                      |
| 2011 | WPS                   | 1. Platz                  | Sieger                |                         |                                      |
| 2012 | WPSL Elite            | 2. Platz                  | Sieger                |                         |                                      |
| 2013 | NWSL                  | 1. Platz                  | Finale                | 4.485                   | Abby Wambach (11)                    |
| 2014 | NWSL                  | 7. Platz                  | nicht qualifiziert    | 3.144                   | Sam Kerr (9)                         |
| 2015 | NWSL                  | 7. Platz                  | nicht qualifiziert    | 2.969                   | Samantha Mewis, Lynn Williams (je 4) |
| 2016 | NWSL                  | 4. Platz                  | Sieger                | 3.868                   | Lynn Williams (11)                   |
| 2017 | United Women's Soccer | 5. Platz, East Conference | nicht qualifiziert    |                         |                                      |
| 2018 | United Women's Soccer | 5. Platz, East Conference | nicht qualifiziert    |                         |                                      |